# Pimelea gnidia
Pimelea gnidia är en tibastväxtart som först beskrevs av J. R. och G. Forst., och fick sitt nu gällande namn av Carl Ludwig von Willdenow. Pimelea gnidia ingår i släktet Pimelea och familjen tibastväxter. Inga underarter finns listade i Catalogue of Life.